# National Sports Center
El National Sports Center es un complejo multideportivo de 600 acres (2.4 km²), situado en Blaine, Minnesota, Estados Unidos, incluye un estadio de fútbol, más de 50 campos de fútbol de tamaño completo, un campo de golf, un velódromo, una sala de reuniones y convenciones, y una pista de hielo de ocho hojas, el Schwan Súper Pista , que es el centro de hielo más grande de su tipo en el mundo. El National Sports Center ha organizado numerosos eventos nacionales y del Campeonato del Mundo de fútbol, hockey, patinaje artístico, patinaje de velocidad de pista corta, broomball, rugby, y lacrosse. El National Sports Center abrió sus puertas en 1990 después de que en 1987 la legislatura creó la Comisión de Deportes Amateur Minnesota (masculino) y se apropió de $ 14,7 millones para la construcción de la NSC. El centro acoge a más de 3,8 millones de visitantes al año, por lo que es la instalación deportiva más visitado en el estado de Minnesota.
La Fundación Herb Brooks, creada por la familia del legendario entrenador de hockey, se ha asociado con el National Sports Center para el desarrollo del Centro de Entrenamiento Herb Brooks, un centro de formación del estado del arte de las tierras secas y el hockey sobre hielo que es parte de la Schwan Súper Rink.
Cada mes de julio, el National Sports Center acoge de Schwan USA CUP. El torneo más grande de fútbol en el hemisferio occidental, con más de 1.000 equipos y participantes de 22 países

## Estadio
El Estadio NSC tiene una gran tribuna a lo largo de la línea lateral oeste del campo y tribunas más pequeños en la línea lateral opuesta y en cada extremo. La Selección femenina de fútbol de los Estados Unidos ha jugado cuatro partidos de local en el Consejo de Seguridad Nacional, incluyendo partidos internacionales contra Canadá , Australia , Noruega y Suecia. Mia Hamm anotó su gol internacional número 150 en el Consejo de Seguridad Nacional en la victoria por 3-0 sobre Australia en 2004. El NSC también ha sido sede de partidos de la selección Sub-17 y Sub-20 de Estados Unidos. La multitud más grande en la historia del Consejo de Seguridad Nacional fue para un partido de fútbol 2001 de las mujeres entre los Estados Unidos y Canadá, cuando 15.615 aficionados vieron la victoria por 1-0 de Estados Unidos. El campo de juego es 118x75 metros.
El NSC fue sede del extintO Minnesota Thunder de la USL First Division. El estadio sirvió como hogar de los Thunder 1990-2003 y del 24 de mayo de 2008, hasta el final de la temporada de 2009, cuando el equipo de doblado.
Para la temporada 2010, el NSC Minnesota Stars (ahora Minnesota United FC ) se fundó para sustituir el Minnesota Thunder en la North American Soccer League, y las Stars jugó sus partidos de local en el estadio, las Stars eran los campeones de la temporada inaugural de la North American Soccer League. Minnesota United FC continúa utilizando el estadio como su tierra natal.
- Datos: Q6588176